# Cai-Cassa (Lissadila)
Cai-Cassa (Caicassa, Kaikasa) ist eine osttimoresische Aldeia im Suco Lissadila (Verwaltungsamt Loes, Gemeinde Liquiçá). 2015 lebten in der Aldeia 956 Menschen.

## Geographie
Cai-Cassa bildet einen schmalen Streifen im Westen des Sucos Lissadila. Nordwestlich befinden sich die Aldeias Bautalo und Nunulisa, westlich und südlich die Aldeia Darulema und östlich die Aldeia Lebuhae. Im Norden grenzt Cai-Cassa an die Sucos Maubaralissa und Vatuvou. Im Osten fließt der Emderilua, der zum System des Lóis gehört.
Im Zentrum der Aldeia liegt der Ort Cai-Cassa. Im Süden reichen die Orte Lissadila und Darulema in die Aldeia hinein.

## Politik
2023 wurde Americo da Silva zum Chefe de Aldeia gewählt.